# Novobiocina
La  novobiocina è un  antibiotico unico nel suo genere.

## Farmacodinamica
La novobiocina agisce sulla subunità B della DNA-girasi, enzima  che permette la replicazione del DNA, risolvendone i superavvolgimenti causati dallo srotolamento dei filamenti della doppia elica aperta per la duplicazione. L'azione è simile a quella degli antibiotici chinolonici, che però sono attivi sulla subunità A. L'uso combinato di questi due antibiotici ne potenzia l'effetto e non presenta resistenza crociata. L'antibiotico è attivo su batteri gram- e gram+ soprattutto sugli stafilococchi. La resistenza si sviluppa velocemente sia in vitro sia in vivo.

## Farmacocinetica
La novobiocina si somministra per via orale, intramuscolare o endovenosa con un elevatissimo legame proteico. L'eliminazione avviene per via bilio-fecale ciò ne permette l'utilizzo in caso di danni renali.

## Indicazioni
Il principio attivo è valido contro le infezioni causate da batteri cocchi gram positivi e gram negativi.

## Effetti Collaterali
La novobiocina porta a danni al fegato quindi è sconsigliata se si hanno problemi epatologici (cirrosi epatica, epatite...); gli altri effetti collaterali sono costituiti da eruzioni cutanee, febbre e disturbi gastrointestinali.
Non va somministrato a lattanti o donne incinte.